# ワゴンセール
ワゴンセールとは、そのままでは売れないと判断された時に行われる安売りであり、目に付くようにワゴンや別ブースに移動させて行う事から付けられた俗称である。
百貨店、量販店、スーパーマーケットなどでよく行われている。商品や業種によって、売れないと判断される要因は異なるため、以下の項でそれぞれに解説する。

## 生鮮食品

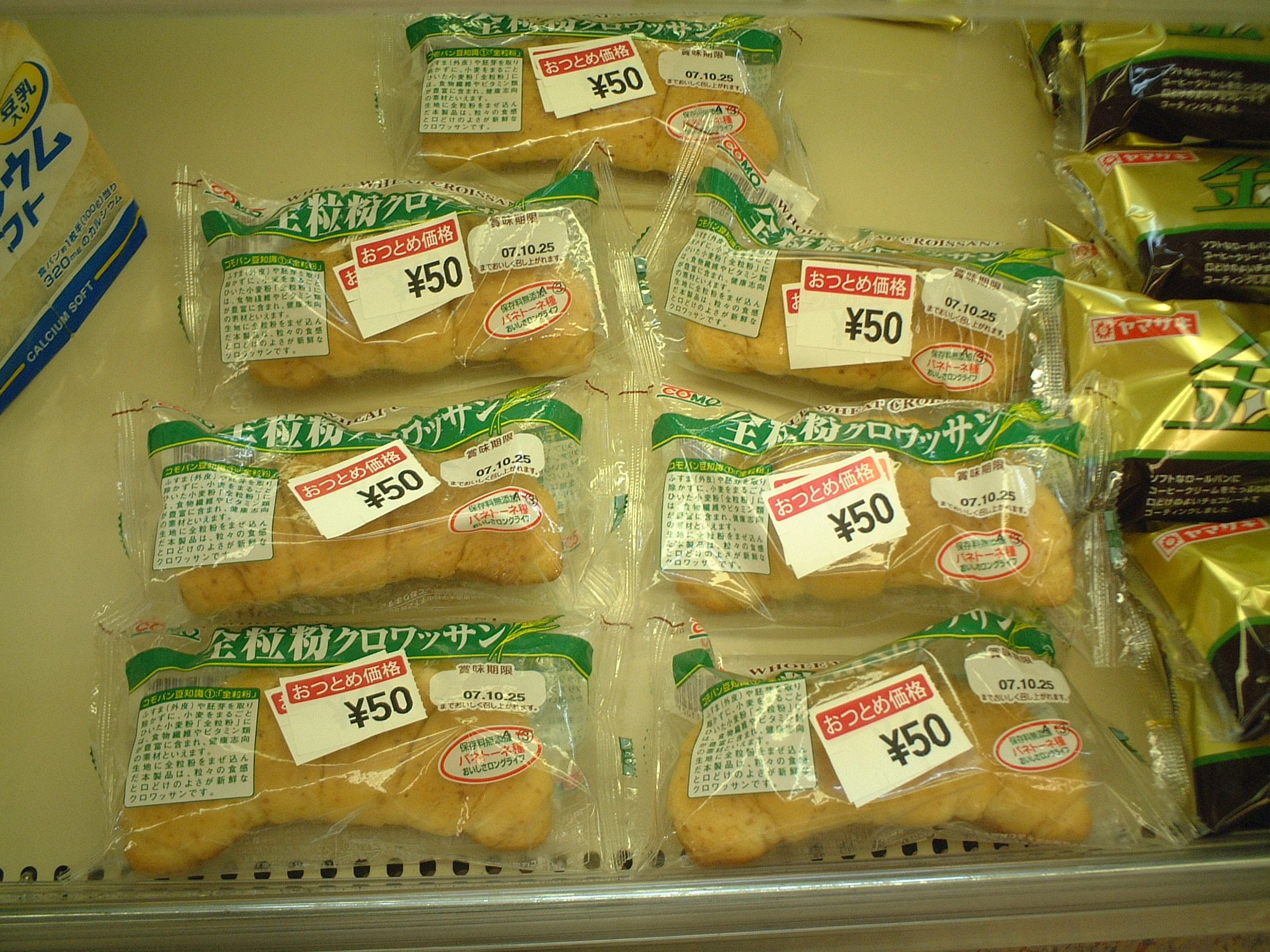
値札を貼り重ねる値引き

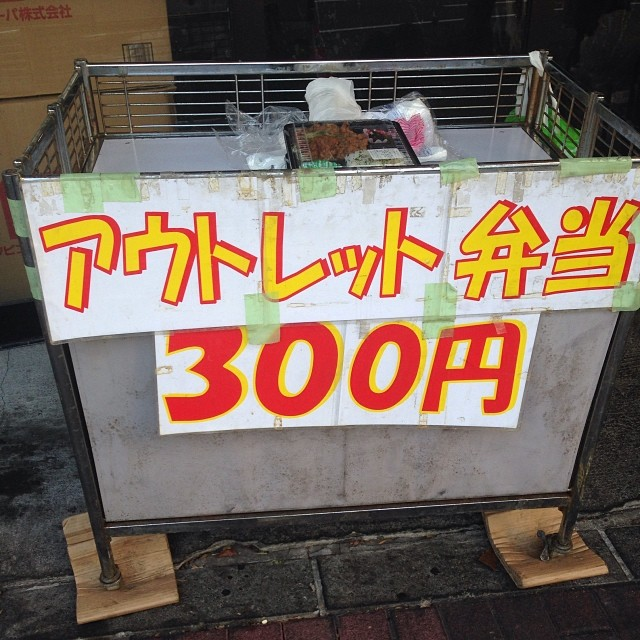
アウトレット弁当

生鮮食品は名の示す通り、新鮮さに価値があるため、販売する側で鮮度が落ちる一定期間の末期に安売りが行われる。主にスーパー、デパートでは一定時間が過ぎた食材には、賞味期限が切れるまでに早く消費者に買ってもらうために値下げ販売をすることがある。また、客寄せのためのタイムセールと兼ねて行われることもあり、これもワゴンセールの一種である。
コンビニエンスストアでは生鮮食品の場合、味が落ちることによってコンビニのイメージダウンを防ぐために、弁当サンドイッチなどがワゴンセールとならずそのまま廃棄される（他には安物買いのスーパーの顧客の半額狙いを防ぐためとも言われている）。ただし100円均一のコンビニ（ローソンストア100など）においてはその限りではない。またインスタント食品など賞味期限までに余裕がある商品の場合は通常のコンビニでもワゴンセールで売られる。この場合、『（新規）商品入れ替えのため』あるいは『棚替えのため』と言った、とにかく「在庫処分という、ブランドイメージに傷を付けかねないネガティブイメージ」を回避する意図の婉曲表現（つまりは言い訳）を、POP広告に付される事が常である。

## ゲームソフト
ゲームソフトを扱う玩具店、量販店、家電店、古書店の場合、基本的にこれらは販売する側が、売れない商品を商品在庫を回転するのに不都合だと判断された場合において安売りが行われる。
ワゴンセール行きになったゲームソフトはクソゲーばかりではなく、前評判が高く大量に生産されたゲームが時期遅れになってワゴンセールに行くパターンや、続編が発売されたシリーズ物の旧作がワゴンセール行きになることもある。
ゲームソフトの場合、小規模店などで新品商品がワゴンセールになることにより、中古商品との販売価格の逆転現象が見られる（しかし、買取価格だけはそれ以下の価格に下げられることが多い）。ただし、大手チェーン店では価格の調整が随時行われており、ワゴンセールと同時に中古商品の販売価格もそれ相応に下げられることがほとんどである。
ゲーム機本体は固定需要があり、卸値が販売価格のぎりぎりに設定されているため、ワゴンセールになるケースは少ない。時々採算度外視の価格で売られているものが見られるが、そのほとんどが客寄せのための数量限定商品であり、ワゴンセールではない。

## 玩具
玩具、特にテレビ番組（テレビアニメ・特撮ドラマ・バラエティ番組など）が関わる商品は、一部の例外を除いては番組終了（打ち切りを含む）をもって玩具展開撤収品となるため、終了からしばらく後に半額以上に引き下げた上でワゴンセールで処分される。だが、番組自体の総合的な支持がなかったり、視聴率が良くても玩具が売れずに在庫が過多になったり、番組終了後に処分しきれないと判断されたりした商品は番組終了を待たずにワゴンセール行きになることもある。ただし、BS・CS放送（以下、衛星放送）と同時展開が行われている作品に限っては、衛星波での放送も考慮し、制作局で番組が終了しても、キャラクター玩具がそのまま残ることが多い。この場合にはワゴンセール行きになるのは衛星放送終了間際まで引き伸ばされる。
テレビ番組が関わらない玩具商品でも、玩具自体が不人気だったり、新製品の発売で型遅れ・型落ちになった商品（トミカ、プラレールなどによく見られる）はワゴンセールに並べられることが多い。

## 書籍・CD・DVD
書籍には返本制度があるため、返本された本は断裁処分をされるか、出版社の在庫に戻るため、基本的にワゴンセールになることは少ない。ワゴンセールになるのは一度返品された本のうち、状態が悪かったり、時期が過ぎて再販売価格維持が切れて定価で売る価値がないなどの理由で出版社の在庫に戻されない本のうち、安く売ればそこそこの利益が見込めるという理由で断裁を免れた書籍（バーゲンブック）である。また、一般雑誌はそのほとんどがバックナンバー販売用の在庫になるか断裁されるため、バーゲンブックになることは少ない。週刊誌や漫画雑誌の場合はまず断裁処分されるため、バーゲンブックにはなることはまずない（駅の近くの露天商などで週刊誌・漫画雑誌が安く売られていることがあるが、これはバーゲンブックではない。要らなくなった読者から買い取ったり、悪質なケースとなると電車の網棚や駅のゴミ箱から回収した本を売っていることもある）。
CD・DVDの場合、レコード店では人気のない作品が在庫処分として売られる。書店やスーパーなど別業種店舗の催事としてワゴンセールが出されることもあるが、この場合多くの商品は廉価盤であり、本来の定価から値引きされてはいない。また、レーザーディスク（LD）がDVDに移行したときには多くの店舗でレーザーディスク商品の叩き売りが行われていた。レーザーディスクはアナログレコードと同様、場所を大きく取るためである。
古本屋（古書店）・中古CD店では頻繁に人気のない作品や在庫が多い作品がワゴンセールに行く。最大手のブックオフの店舗では専用のコーナーが設けられており、一定期間は正価で値付けをしていたが売れなかった、在庫が多い、本・CD自体が古い、本・CD自体が既に一過性のブームが過ぎ去った、などの理由で正価で売る価値がない本・CDがそこに並べられる。